# Liste der Kulturgüter in Erschwil
Die Liste der Kulturgüter in Erschwil enthält alle Objekte in der Gemeinde Erschwil im Kanton Solothurn, die gemäss der Haager Konvention zum Schutz von Kulturgut bei bewaffneten Konflikten, dem Bundesgesetz vom 20. Juni 2014 über den Schutz der Kulturgüter bei bewaffneten Konflikten sowie der Verordnung vom 29. Oktober 2014 über den Schutz der Kulturgüter bei bewaffneten Konflikten unter Schutz stehen.
Objekte der Kategorie A sind im Gemeindegebiet nicht ausgewiesen, Objekte der Kategorie B sind vollständig in der Liste enthalten, Objekte der Kategorie C fehlen zurzeit (Stand: 1. Januar 2023).

## Kulturgüter
| Foto | | Objekt                                                                   | Kat. | Typ | Standort                           | Beschreibung |
| ---- | --- | ------------------------------------------------------------------------ | ---- | --- | ---------------------------------- | ------------ |
| BW   | Datei hochladen · Wikidata zu Chesselgraben, alt- und mittelsteinzeitliche Abrisiedlung (Q114794378) | Chesselgraben, alt- und mittelsteinzeitliche Abrisiedlung KGS-Nr.: 02209 | B    | F   | 607780 / 247630                    |              |
| ja   | Datei hochladen · Wikidata zu Pfarrkirche St. Peter und Paul (Q29880745)                             | Pfarrkirche St. Peter und Paul KGS-Nr.: 11141                            | B    | G   | Büsserachstrasse 3 607751 / 247010 |              |
| ja   | Datei hochladen · Wikidata zu Gasthaus zum Kreuz (Q29880744)                                         | Gasthaus zum Kreuz KGS-Nr.: 11142                                        | B    | G   | Schmelzistrasse 9 607778 / 246773  |              |